# Sabou (Sabou)
Pour les articles homonymes, voir Sabou.
Ne doit pas être confondu avec Sabou (Kourouma).
Sabou est une ville et le chef-lieu du département de Sabou dans la province du Boulkiemdé de la région Centre-Ouest au Burkina Faso.

## Géographie
La commune est située à une vingtaine de kilomètres au sud de Koudougou, sur la route nationale 1, axe reliant les deux principales villes du pays, Ouagadougou et Bobo-Dioulasso. Elle est également traversée par la route nationale 13.

## Démographie
Le recensement général de 2006 a dénombré 9 047 habitants dans le village de Sabou.

## Éducation et santé
La commune accueille un centre de santé et de promotion sociale (CSPS).
La ville possède quatre écoles primaires publiques (centre A, Gounghin, Manhoulougou et Ouétin).

## Culture
Sabou est une destination touristique connue pour sa mare aux crocodiles sacrés. La famille Kaboré sont les dépositaires de ces crocodiles sacrés qui sont considérés comme leurs ancêtres. 